# Exorcismo

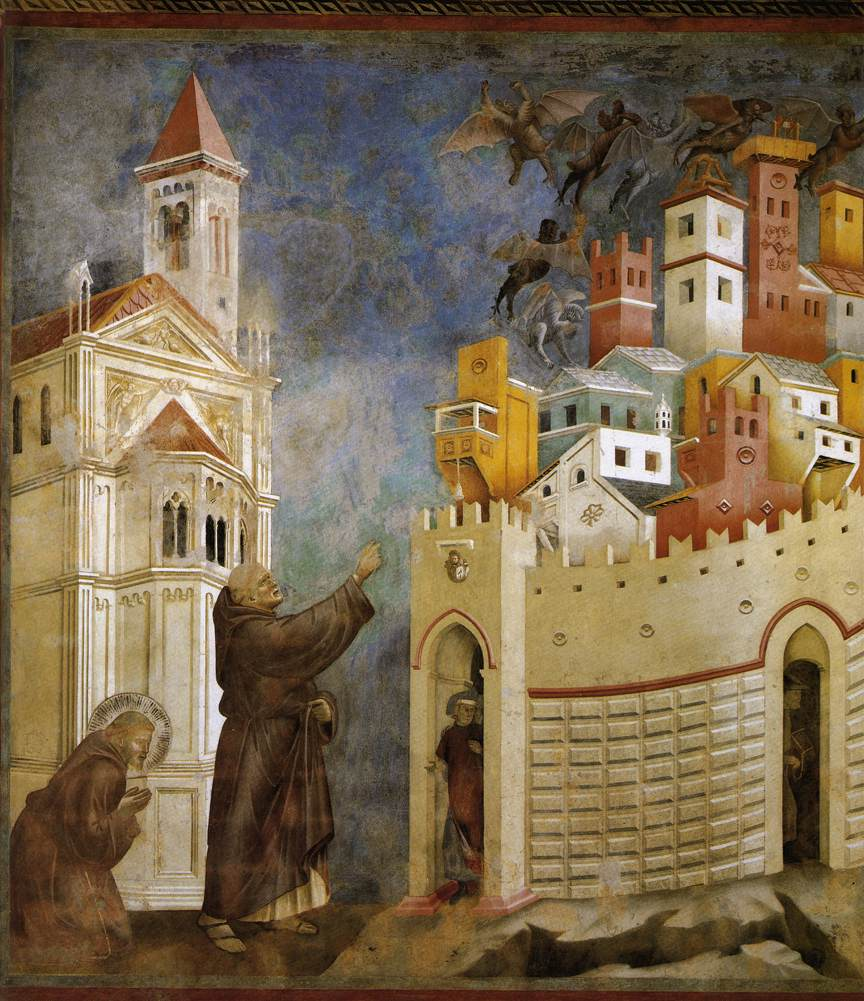
Fresco de Giotto representando São Francisco exorcizando demónios em Arezzo (Itália).

Os termos exorcismo, esconjuração ou esconjuro  (em grego:  exorkismos, "ato de fazer jurar", em latim: exorcismu) designam o ritual executado por uma pessoa devidamente autorizada para expulsar espíritos malignos (ou demônios) de outra pessoa que está num estado de possessão demoníaca. Pode também designar o ato de expulsar demônios por intermédio de rezas e esconjuros (imprecações). No cristianismo, o Evangelho, relata frequentemente episódios em que Jesus Cristo expulsa o demónio de pessoas possuídas, tendo esse poder sido transmitido aos seus apóstolos, no dia da Ascensão, no entanto a prática ou práticas semelhantes são bastante antigas e fazem parte do sistema de crença de muitas culturas e religiões.
Em 2015, segundo o site católico britânico Catholic Herald, houve um grande aumento mundial nos rituais de exorcismo executados por padres. O padre Marcelo Rossi disse que Edir Macedo foi responsável por chamar a atenção da Igreja Católica para o assunto. Segundo a mesma reportagem, a Renovação Carismática Católica também realiza exorcismos não oficiais.

## Religiões abraâmicas

### Cristianismo

#### Catolicismo[4]

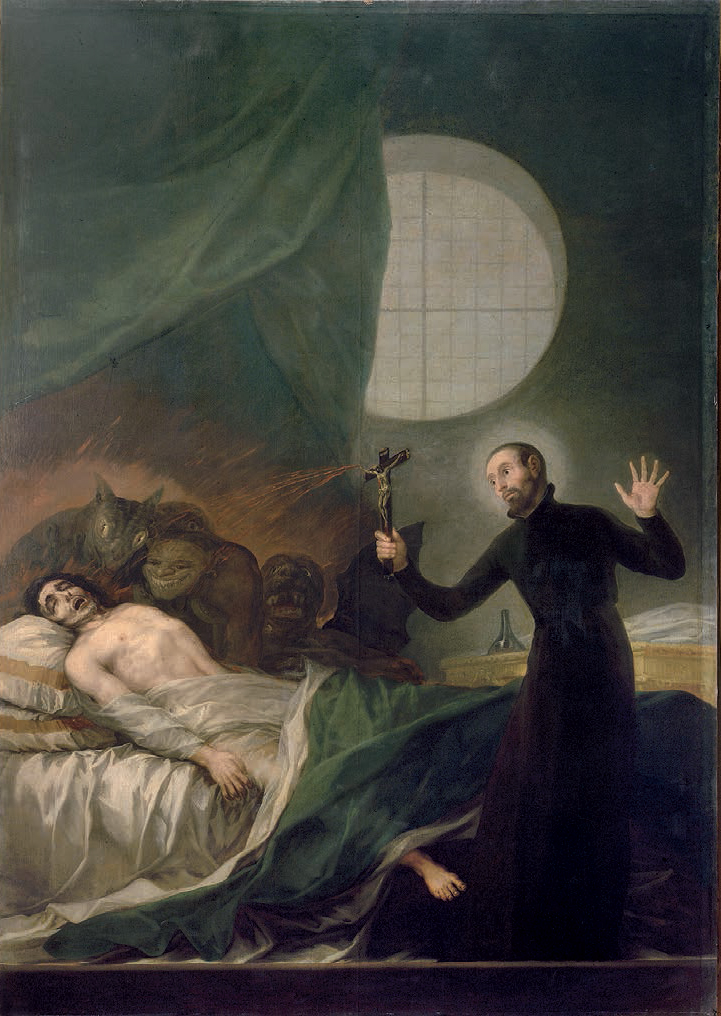
Pintura de Francisco Goya mostrando São Francisco de Borja executando um exorcismo.

O Exorcismo Maior é um ritual litúrgico em que a Igreja Católica pede, com a autoridade de Jesus Cristo, a libertação ou proteção de alguém ou algo contra a ação do maligno, do Demónio.
Esse Sacramental só pode ser realizado por uma Padre nomeado para tal pelo Bispo, o Exorcista.
Trata-se de uma ação constituída de palavras e gestos (imposição das mãos, sinal da cruz, aspersão de água benta), pela qual a Igreja Católica, liberta e protege do mal em nome de Deus. Não se trata de um sacramento, mas de um sacramental, aplicado a pessoas ou coisas,  transmitindo o poder e a vitória pascal de Jesus, libertando-as da influência das força demoníacas.
Tendo em conta a grande variedade de doenças e distúrbios de ordem psíquica que podem numa primeira fase ser confundidos com uma possessão, o acompanhamento e discernimento sobre a real da condição da pessoa é uma responsabilidade enorme do Padre Exorcista que deve avaliar o caso se necessário com ajuda de profissionais da Psiquiatria. Sinais que podem comprovar uma possessão demoníaca, como listados no Ritual dos Exorcismos são: "dizer muitas palavras de língua desconhecida ou entender quem assim fala; revelar coisas distantes e ocultas; manifestar forças acima da sua idade ou condição natural. Estes sinais podem fornecer algum indício. Como, porém, os sinais deste género não são necessariamente atribuíveis à intervenção do diabo, convém atender também a outros, sobretudo de ordem moral e espiritual, que manifestam de outro modo a intervenção diabólica, como p. ex. a aversão veemente a Deus, ao Santíssimo Nome de Jesus, à Bem-aventurada Virgem Maria e aos Santos, à Igreja, à palavra de Deus, a objectos e ritos, especialmente sacramentais, e às imagens sagradas. Finalmente, por vezes é preciso ponderar bem a relação de todos os sinais com a fé e o combate espiritual na vida cristã, porque o Maligno é principalmente inimigo de Deus e de tudo o que relaciona os fiéis com a acção salvífica.".

#### Pentecostalismo e neopentecostalismo
Nos movimentos cristãos pentecostal e neo-pentecostal, há também um grande número de relatos de casos de exorcismo. Contrariamente ao ritual católico, não há uma liturgia rígida, embora seja considerado que não deva ser qualquer crente, que, embora tendo aceitado e confessado previamente Jesus como senhor e salvador, se pode tornar um exorcista, uma vez que, segundo a interpretação do Novo Testamento da Bíblia, Jesus deu autoridade apenas aos apóstolos para dominarem os espíritos imundos. Consideram-se os sacerdotes (presbíteros, pastores, bispos, etc.) como os apóstolos da atualidade. Mar 16:17 - E estes sinais seguirão aos que crerem: Em meu nome expulsarão os demônios; falarão novas línguas; Sendo todo crente em Cristo Jesus capaz e autorizado por Cristo a expulsar Demônios.
A fórmula utilizada nas igrejas evangélicas é simples, baseando-se na utilização de "O nome de Jesus". A pessoa que apresenta sintomas de possessão ou infestação por demónios ou espíritos imundos ficaria libertada após a imposição de mãos e declaração verbal por parte do pastor ou autoridade equivalente na igreja, para que as entidades estranhas à pessoa se retirem.
Atualmente, algumas denominações evangélicas defendem e praticam o exorcismo, de entre as, a Igreja Universal do Reino de Deus, com práticas consideradas não tão ortodoxas, como o "corredor de sal", a Igreja Pentecostal Deus é Amor, a Igreja Maná, a Igreja Renascer em Cristo entre outras.

### Islamismo
No Islã, é difundida a crença de que entidades espirituais, como gênios, fantasmas e demônios, podem possuir indivíduos, objetos ou locais. Paralelamente a essa crença, existe a convicção de que esses espíritos podem ser expelidos da pessoa ou do local possuído por meio de exorcismo. Essa prática é conhecida por diversos termos, incluindo al-'azm, ṭard al-shayṭān/al-jinn (expulsão de demônios/espíritos) ou ruqya (termo árabe que pode significar feitiço, magia ou encantamento). Os praticantes que realizam os exorcismos são denominados raqi.
A crença no sobrenatural, abrangendo bruxaria, feitiçaria, magia, fantasmas e demônios, não é marginalizada no mundo muçulmano, mas sim amplamente aceita em todas as camadas sociais. A crença em criaturas sobrenaturais, como os gênios (jinn), é considerada um componente fundamental da fé islâmica. Essa crença serve como uma explicação comum na sociedade para fenômenos como o mal, doenças, saúde, riqueza e status social, bem como para outros eventos inexplicáveis. Dada a ambivalência moral atribuída aos agentes sobrenaturais na tradição islâmica, os exorcismos podem ser direcionados tanto a espíritos considerados bons quanto àqueles percebidos como malignos. Acredita-se que os gênios podem possuir fisicamente as pessoas por diversas razões, enquanto os demônios (shayāṭīn) atuam no coração (qalb), buscando influenciar suas vítimas para o mal.

## Visão científica
A possessão demoníaca não é um diagnóstico psiquiátrico ou médico válido e reconhecido pelo DSM-V e CID-11. Aqueles que professam a crença em possessões demoníacas por vezes descrevem sintomas que são comuns a várias doenças mentais, como histeria, mania, psicose, síndrome de Tourette, epilepsia, esquizofrenia ou transtorno dissociativo de identidade. Em casos de transtorno dissociativo de identidade em que a personalidade é questionada quanto à sua identidade, 29% são relatados como possessões de demônios. Além disso, há uma forma de monomania denominada "demoniomania" ou "demonopatia" em que o paciente acredita que está possuído por um ou mais demônios.
A alegação de que o exorcismo funciona em pessoas com sintomas de possessão é atribuída por alguns ao efeito placebo e ao poder da sugestão.
O psiquiatra M. Scott Peck pesquisou exorcismos e alegou ter realizado dois rituais do tipo em si mesmo. Ele concluiu que o conceito cristão de posse foi um verdadeiro fenômeno. Ele derivou critérios diagnósticos pouco diferentes dos utilizados pela Igreja Católica Romana. Ele também afirmou ter visto as diferenças nos processos de exorcismo e de progressão. Depois de suas experiências e na tentativa de validar a sua pesquisa, ele tentou, sem sucesso, convencer a comunidade psiquiátrica para adicionar a definição de "Evil" para o DSM-IV. Embora os trabalhos anteriores ao de Peck tenham recebido aceitação popular generalizada, sua pesquisa sobre os temas do mal e possessões gerou um forte debate. Muito foi feito em tentar associar a imagem de Peck ao do polêmico Malachi Martin, um padre católico romano e um ex-jesuíta, apesar do fato de Peck tê-lo chamado de "mentiroso" e "manipulador". Outras críticas levantadas contra Peck incluem diagnósticos errôneos baseados na falta de conhecimento sobre o transtorno dissociativo de identidade (anteriormente conhecido como distúrbio de personalidade múltipla) e afirmações de que ele havia transgredido os limites da ética profissional, ao tentar persuadir seus pacientes a aceitar o cristianismo.